# قائمة أعلام الكويتيين
القائمة التالية من أبرز الشخصيات الكويتية (مرتبة حسب المجالات المهنية وبالترتيب الأبجدي للكنية)، وتشمل أشخاصاً من مختلف التخصصات سواءً كانوا مواليد الكويت، أو من أصل كويتي، أو أولئك الذين تتركز أعمالهم بشكل رئيسي حول الكويت، مما يعكس التنوع الثقافي والإبداعي للمجتمع الكويتي عبر مختلف المجالات الفنية والأدبية والعلمية والمهنية.

## أبرز الناشطون
- حجاج العجمي، شيخ وناشط اجتماعي.[1]

## الفنون والترفيه
- تشيلسي عبد الله، روائية.[2]
- عبدالله الرويشد، مغني.[3]
- بشار الشطي، مغني، موسيقي، ممثل.

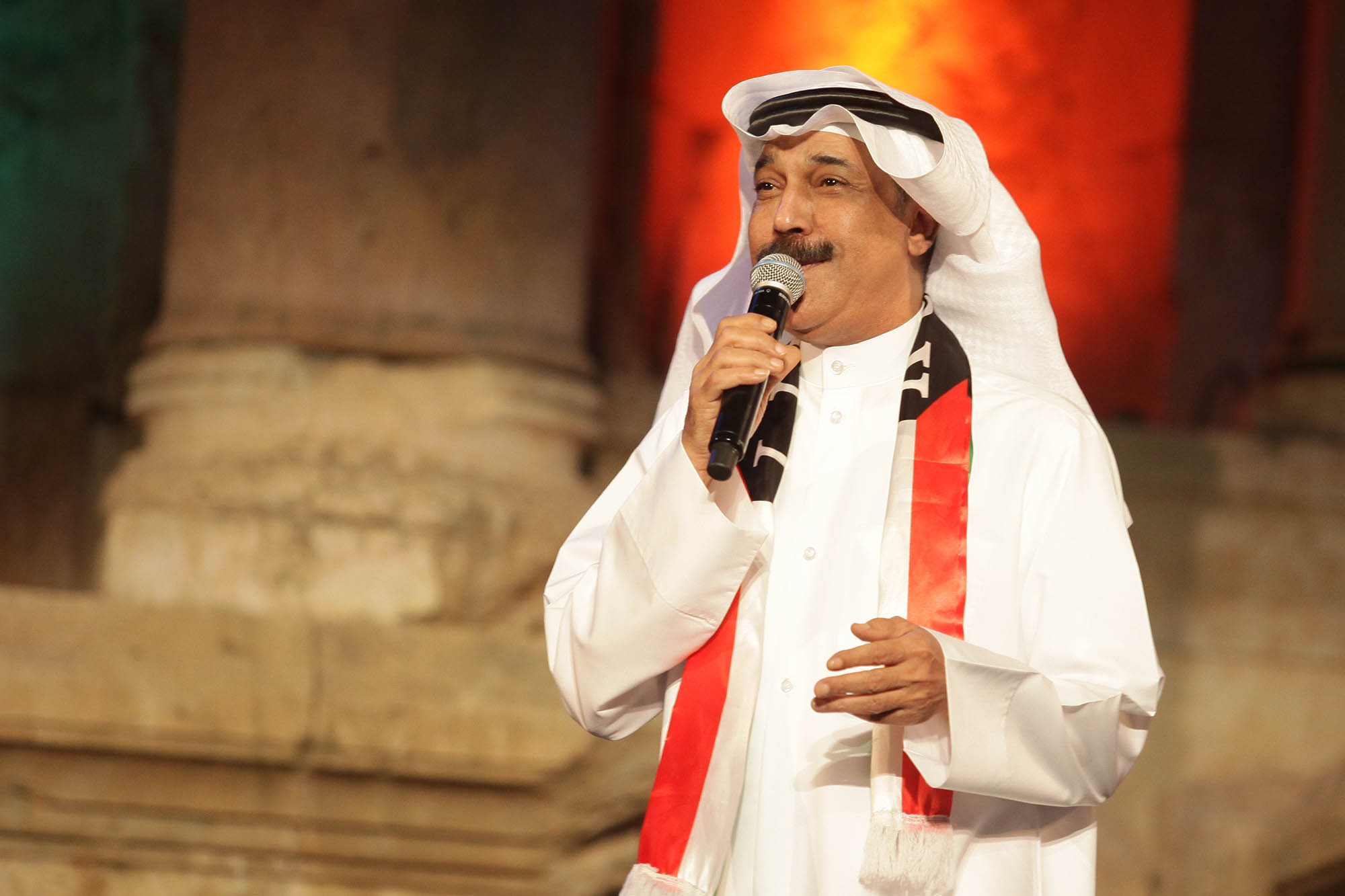
عبد الله الرويشد (مواليد 1961)، مغني خليجي مشهور.

- أمل العوضي، ممثلة ومقدمة برامج تلفزيونية.[4]
- ثريا البقصمي، فنانة وكاتبة.[5]
- مُجب الدوسري، فنان تشكيلي.[6]
- خليفة القطان، فنان.[7]
- شمايل، مغني متقاعد.[8]
- إقبال الغربللي، روائية.[9]
- نوال الكويتية، مغنية.[10]
- زيد الحرب، شاعر.[11]
- إيما شاه، مغنية وموسيقية وممثلة وراقصة.[12]
- حياة الفهد، ممثلة ومذيعة وكاتبة ومنتجة.[13]
- شجون الهاجري، ممثلة ومذيعة.[14]

## رجال الأعمال
- عبدالله صالح الملا، سياسي ومؤسس مجموعة الملا.[15]
- جاسم الخرافي، وريث ملياردير وسياسي.[16]
- ناصر الخرافي، رئيس مجلس إدارة شركة محمد إبراهيم الخرافي وأولاده.[17]
- عبدالله عبد اللطيف العثمان، رجل أعمال وفاعل خير.
- فهد الشارخ، رجل أعمال.[18]
- يوسف صالح عليان، مؤسس ورئيس تحرير كويت تايمز (جريدة) سابقًا.[19]
- فهد بودي، رئيس مجلس الإدارة والمؤسس المشارك لمجموعة غيتهاوس المالية.[20]
- فواز الحساوي، المالك السابق لنادي نوتنغهام فورست لكرة القدم.[21]
- مها الغنيم، المؤسس المشارك لشركة بيت الاستثمار العالمي (GIH).[22]
- سعاد الحميضي، سيدة أعمال.[23]
- سعد بن طفلة، رجل أعمال وسياسي.
- بدر الخرافي، نائب رئيس مجلس الإدارة والرئيس التنفيذي لمجموعة زين.[24]
- محمد الدعيج، الرئيس التنفيذي لمجموعة علياء العالمية.[25]
- نجود بودي، مصممة أزياء وسيدة أعمال.[26]

## أبرز الصحفيون
نجم عبد الكريم – صحفي وكاتب.

## أبرز السياسيون
- أحمد السعدون، سياسي كويتي.[28]
- رولا دشتي، وزيرة ونائبة سابقة في مجلس الأمة الكويتي.[29]
- معصومة المبارك، سياسية وأكاديمية كويتية وأستاذ علوم سياسية في جامعة الكويت.[30]
- بدر الناشي، الأمين العام للحركة الدستورية الإسلامية.
- أحمد الربيعي، دكتور سابق في الفلسفة الإسلامية في جامعة الكويت.[31]
- نبيل الفضل، طيار مدني سابق في الخطوط الجوية الكويتية.

أبرز أعضاء مجلس الأمة الكويتي
- محمد العجمي.
- حسين القلاف.
- رجاء حجيلان المطيري.
- محمد هايف.
- عدنان عبد الصمد.[33]
- مسلم البراك.[34]
- ضيف الله ابورميه.
- مرزوق الغانم.[35]
- صفاء الهاشم.[36]
- محمد العبد الجادر.[37]
- صالح عاشور.
- عبد الواحد العوضي.
- أسيل العوضي.[38]
- عبد اللطيف العميري.
- عادل الصرعاوي.

## العائلة الحاكمة
آل صباح

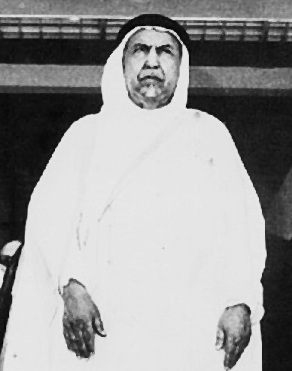
الشيخ عبدالله السالم المبارك الصباح (1895-1965)، الحاكم الحادي عشر للكويت وأول أمير لدولة الكويت.

- عبد الله السالم الصباح، أمير الكويت الحادي عشر.[39]
- أحمد الجابر الصباح، حاكم مشيخة الكويت العاشر.[40]
- جابر الأحمد الصباح، أمير الكويت الثالث عشر.[41]
- محمد صباح السالم الصباح، رئيس مجلس الوزراء الكويتي السابق.[42]
- مبارك الصباح، حاكم دولة الكويت السابع.
- محمد صباح السالم الصباح، رئيس مجلس الوزراء الكويتي السابق.[42]
- ناصر المحمد الأحمد الصباح، رئيس مجلس الوزراء الكويتي السابق.[43]
- ناصر صباح الأحمد الصباح، النائب الأول لرئيس مجلس الوزراء وزير الدفاع الكويتي الأسبق.[44]
- نواف الأحمد الجابر الصباح، أمير الكويت السابق.[45]
- سعد العبد الله السالم الصباح، أمير دولة الكويت الأسبق.[46]
- صباح الأول بن جابر، أول أُمراء آل صباح وإليه تُنسب ومؤسس دولة الكويت.[47]
- صباح الأحمد الجابر الصباح، أمير الكويت السابق.[48]
- صباح السالم الصباح، أمير دولة الكويت الأسبق.[39]
- سالم العلي السالم الصباح،رئيس الحرس الوطني الكويتي السابق.[49]
- سالم صباح السالم الصباح، نائب رئيس الوزراء وزير الدفاع الكويتي الأسبق.
- سالم المبارك الصباح،حاكم الكويت التاسع.
- سلمان الحمود الصباح، سياسي كويتي.[50]
- مشعل الأحمد الجابر الصباح، أمير الكويت السابع عشر.[51]

## أبرز العلماء
- أحمد نبيل،طبيب وعالم ورائد أعمال كويتي.[52]
- سارة أكبر،سيدة أعمال كويتية.[53]
- فايزة الخرافي، كيميائية وأكاديمية كويتية.[54]

## أبرز الرياضيون

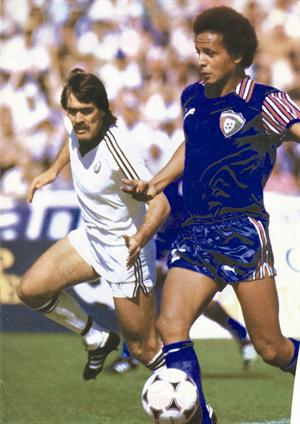
فتحي كامل في كأس العالم لكرة القدم 1982

- فهيد الديحاني، محترف في رياضة الرماية وضابط في الجيش الكويتي.[55]
- علي الزنكوي، رامي المطرقة.[56]
- محمد الغريب، لاعب تنس.[57]
- زيد الرفاعي (رياضي)، متسلق للجبال.

## أبرز لاعبي كرة القدم
- فيصل الدخيل.
- محمد إبراهيم (مدرب).[39]
- أحمد الطرابلسي.[58]
- فايز بندر.[59]
- فتحي كميل.[39]
- نواف المطيري.[60]
- فهد الرشيدي
- فوزي الشمري.[61]
- نهير الشمري
- خالد خلف.[62]
- عبدالله البلوشي.[63]
- عبد العزيز العنبري.
- جمال مبارك.[39]
- جاسم الهويدي.[64]
- بدر المطوع.[65]
- مساعد نيدا.[66]
- جاسم يعقوب.[67]
- وائل سليمان.[68]
- أحمد عجب.[69]
- نواف محمد العتيبي.[70]

## آخرون
- أحمد عبد العال، مثقف وشاعر.[71]
- أحمد مشاري العدواني، شاعر.

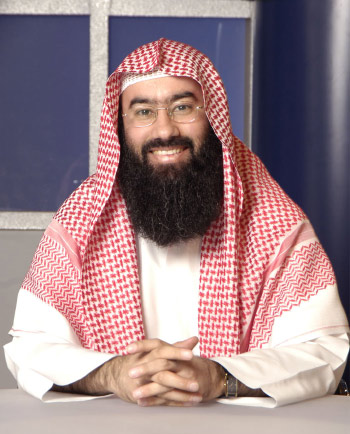
نبيل العوضي، باحث ومقدم تلفزيوني.

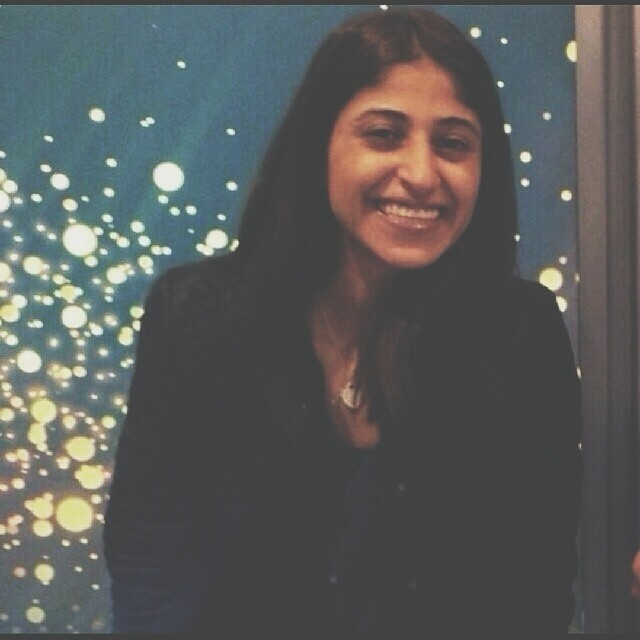
شجون الهاجري، ممثلة ومذيعة.

- عبد الرزاق العدواني، وزير الصحة العامة الكويتي السابق. [72]
- عبد الرحمن السميط، داعية.[73]
- نبيل العوضي، خطيب وداعية وإعلامي.[74]
- عبد الهادي الخياط، بطل كمال أجسام وضابط شرطة وكوماندوز.[75]
- عبد الله صالح العجمي.[76]
- إبراهيم المضف، تاجر وسياسي.
- أبو عبيدة الطوري العبيدي.
- عبدالله الرفاعي، طبيب.[39]
- طارق السويدان، مفكر إسلامي، وداعية، وكاتب، ومنتمي لجماعة الإخوان المسلمين.[77]
- عادل الزامل.[78]
- سعد ماضي سعد حواش العازمي.[79]
- عباس المهري، رجل دين شيعي كويتي.
- فوزي العودة.[80]
- كاظم بهبهاني، بروفيسور وعالم مناعة.[81]
- ابتهال الخطيب، أكاديمية وناشطة وصحفية كويتية.[82]